# 千葉伝蔵
4代 千葉 伝蔵（傳藏、ちば でんぞう、1890年（明治23年）3月 - 1962年（昭和37年）12月29日）は、大正から昭和時代の政治家、実業家。青森県青森市長。青森県多額納税者。前名は覚郎。

## 経歴
白鳥鴻彰の三男として青森県東津軽郡荒川村（現青森市）に生まれる。1909年（明治42年）青森中学校を卒業し日本大学、大原簿記学校、津田英文簿記学校に学んだ後、帰郷する。青森市役所に奉職したのち1910年（明治43年）魚問屋・千葉家の養子となり、1919年（大正8年）前名を改め4代伝蔵を襲名した。1920年（大正9年）青森製氷の創立に当たって出資し取締役に就任、1922年（大正11年）東京共同水産取締役となり東京隅田運送の取締役も務めた。1924年（大正13年）青森銀行監査役兼取締役、1926年（大正15年）青森県海産物商協同組合長、1927年（昭和2年）青湾貯蓄銀行監査役、青森電燈会社監査役、青森汽船取締役など歴任し、1931年（昭和6年）から缶詰製造を始め、1933年（昭和8年）業界から推挙され青森缶詰製造同業組合長、焼竹輪組合長に就任した。
政界では1928年（昭和3年）青森市会議員に当選し、1934年（昭和9年）同議長に就任。1936年（昭和11年）まで3期連続当選した。1932年（昭和7年）と1934年（昭和9年）には青森県会議員にも選ばれ、1936年（昭和11年）からは青森市長に3期連続当選し、1945年（昭和20年）薪炭事件により辞職するまで9年間市政を担当した。市長在職中は三内霊園を造営し寺町の墓地を移転した。
戦後は公職追放となり、1946年（昭和21年）青森漁船組合長、1949年（昭和24年）青森魚市場社長、青森製氷社長を歴任。1953年（昭和28年）からは日中ソ国交調整促進同盟会長、県北洋出稼組合連合会長、県水産振興会長などを務めた。

## 栄典
勲章等
- 1959年（昭和34年） - 藍綬褒章[3]